# Ján Chalupka
Ján Chalupka (magyarosan Chalupka János) (Felsőmicsinye, 1791. október 28. – Breznóbánya, 1871. július 15.) szlovák evangélikus lelkész, író.

## Életpályája
Chalupka Ádám fia és Samo Chalupka bátyja volt.
1816-ban a jénai egyetemre ment; 1818-ban a késmárki gimnázium tanára lett; később breznóbányai lelkész és dunántúli püspökhelyettes volt.

## Munkái
- Duodecim orationes scholasticae, quas in lyceo evang. aug. conf. Kesmarkiensi habuit. Leutschoviae, 1826.
- A vén szerelmes, vagy A torházi négy vőlegény. Vígjáték; Trattner-Károlyi Ny., Pest, 1835
- Az Első Ausztriai Takaréktárral egyesült közönséges ápoló-intézet Bécsben. Népszerűleg leírta Chalupka János; Mechit Ny., Bécs, 1845
- Schreiben des Grafen Carl Zay an die Professoren zu Leutschau. Leipzig, 1841. (Névtelenűl.)
- Kázně nedelni a svátečni. Uo. 1847. (Szent beszédek.)
- Dramatické spisy Jána Chalupky. Turócz-Szt.-Márton, 1871–75 Öt részben. (Ch. tót szindarabjai.)
- A vén szerelmes vagy Négy esküvő egy temetésen. Bohózat; ford. Dávid Teréz; DILIZA, Bratislava, 1966

## Magyarul
- A vén szerelmes, vagy A torházi négy vőlegény. Vígjáték; Trattner-Károlyi Ny., Pest, 1835
- Az Első Ausztriai Takaréktárral egyesült közönséges ápoló-intézet Bécsben. Népszerűleg leírta Chalupka János; Mechit Ny., Bécs, 1845
- A vén szerelmes vagy Négy esküvő egy temetésen. Bohózat; ford. Dávid Teréz; DILIZA, Bratislava, 1966